# Hidroxipropil-metilcellulóz
A hidroxipropil-metilcellulóz (E464) egy a cellulózból mesterséges úton előállított szintetikus anyag. 

## Kémiai felépítése
A hidroxipropil-metilcellulóz a cellulóz hidroxipropil- és metil-étere: a cellulózban található egyes hidroxilcsoportokban (–OH) lévő hidrogént metilcsoporttal (-CH3) helyettesítik, így -OCH3-t kapva, míg a cellulózban található más hidroxilcsoportokban (–OH) lévő hidrogént hidroxipropil-csoporttal (CH2CH(OH)CH3) helyettesítik, így -OCH2CH(OH)CH3 lesz belőle.
A cellulóz egy glükózból álló polimer, így minden egyes glükózhoz három darab hidroxipropil- vagy metilcsoport csatlakozhat. Ezt 3,0 DS-ként jelölik (DS = degree of substitution = a hidrogén hidroxipropil-, vagy metilcsoporttal való helyettesítésének mértéke). Egyes esetekben ez 3,0 DS-nél is magasabb lehet, mert a hidroxipropil-csoportokban lévő hidroxilcsoportokhoz újabb hidroxipropil–, vagy metilcsoport kapcsolódhat, így egy glükózmolekulán akár több ilyen csoport is lehet.

## Felhasználása
Az élelmiszeriparban emulgeálószerként, valamint térfogatnövelőként alkalmazzák. 

## Egészségügyi hatások
Napi maximum beviteli mennyisége nincs meghatározva. Nagy mennyiségben fogyasztva puffadást, hasmenést okozhat.